# Tapinoma subboreale
Tapinoma subboreale este o specie de furnică din genul Tapinoma. Descrisă de Seifert în 2012, specia este endemică în Europa.